# Jack Caffery (Leichtathlet)

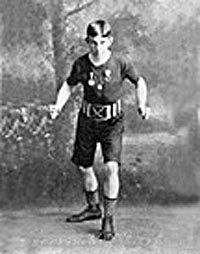
Jack Caffery

Jack Caffery (eigentlich: John Peter Caffery; * 21. Mai 1879 in Hamilton (Ontario); † 2. Februar 1919 ebenda) war ein kanadischer Leichtathlet, der zu den weltbesten Marathonläufern am Beginn des 20. Jahrhunderts zählte. Er wird in Kanada als der am "meisten vergessene Held" im kanadischen Sport bezeichnet.
Cafferys größten sportlichen Erfolge waren seine Siege beim Boston-Marathon in den Jahren 1900 und 1901. Damit war er der erste, der zweimal dort hintereinander gewinnen konnte. Beeindruckend dabei war sein Streckenrekord aus dem Jahr 1901 in 2:29:23 über 24,5 Meilen (39,42 km). Der Versuch 1902, ein drittes Mal in Folge den Sieg zu erzielen, scheiterte daran, dass Caffery wegen andauernder Magenkrämpfe in der Nacht vor dem Start seine Teilnahme kurzfristig absagen musste. Auch ein erneuter Versuch 1903 misslang. Nach 25 km musste er diesmal wegen einer Zerrung aufgeben.
Caffery gehörte dem St. Patrick’s Athletic Club seiner Heimatstadt Hamilton an, die während der Wende vom 19. Jh. zum 20. Jh. als Hochburg der Langstreckenläufer galt, nicht zuletzt weil hier der älteste Langstreckenlauf in Nordamerika und einer der ältesten Langstreckenwettkämpfe überhaupt stattfand und bis heute stattfindet, das Around the Bay Road Race. Caffery gewann diesen Lauf zweimal, 1898 und 1900. Sein Kontrahent in dieser Zeit war sein Clubkamerad William Sherring. Zusammen mit ihm wollte Caffery 1906 an den Olympischen Zwischenspielen in Athen teilnehmen. Nach Problemen bei der Finanzierung zog Caffery seine Teilnahme zurück. Sherring hingegen, der das Geld für die Reise bei einer Pferdewette gewann, wurde schließlich Olympiasieger im Marathon.
Ermuntert durch den Erfolg seines Clubkameraden versuchte Caffery, der zwischenzeitlich an einer Lungenerkrankung litt, ein Comeback mit dem Ziel, an den Olympischen Spielen 1908 in London teilzunehmen. Obwohl er bei einem Qualifikationsrennen mit Fußproblemen aufgeben musste, wurde er in das Team der kanadischen Marathonläufer für die Olympiade 1908 aufgenommen. Trainer dieses Teams war William Sherring. Mit 12 Läufern reiste man nach London, da man unbedingt den Olympiasieg von Sherring 1906 verteidigen wollte. Es sollte nicht gelingen. Caffery konnte den Lauf zwar beenden, aber der 11. Platz und viertbester Kanadier war nicht nur für ihn eine Enttäuschung.
Caffery versuchte sich noch einige Zeit als Trainer, zog sich dann aber vom Sport zurück, zumal seine Lungenkrankheit ihn nun häufiger ans Bett fesselte. Die große Epidemie der Spanischen Grippe im Jahr 1918 ließ auch Caffery erkranken, wovon er sich nicht mehr erholen konnte. Im Nachruf seiner Wegbegleiter hätte Caffery das Potential zu einem Olympiasieger und großen Champion gehabt. Seine Lungenkrankheit und der frühe Tod waren die Gründe dafür, dass er seine läuferischen Fähigkeiten nur zu Beginn seiner Karriere ausschöpfen konnte und schnell in Vergessenheit geriet. Ein Beleg dafür sind die zahlreichen Buch- und Zeitungsartikel, in denen sein Name falsch wiedergegeben wird. Selbst in den offiziellen Publikationen über den Boston-Marathon wird er "Caftery", "Caffrey" oder gar "McCaffrey" und sein Vorname "James J." oder "John J." genannt.